# كعكة الحظ
كعكة الحظ بالإنجليزية (كعكة الحظ) عادة ماتكون مصنوعة من الدقيق والسكر والفانيليا ، والزيت ، يُلف بداخلها قطعة من الورق تتضمن عبارة صينية مع ترجمة أو قائمة من أرقام الحظ المستخدمة من قبل البعض على أنها أرقام اليانصيب، والبعض منها يربح فعلاً .
يتم تقديم بسكوت الحظ في كثير من الأحيان على أنه حلوى في المطاعم الصينية في الولايات المتحدة وبعض الدول الأخرى، ولكن لا يوجد في الصين أصلاً وقد قيل بأن كعكة الحظ "قدمت من قبل اليابانيين، وشعبيتها من قبل الصينيين، ولكن في النهاية ... مستهلكة من قبل الأميركيين .